# Wilhelm Mier
Wilhelm Mier herbu własnego (ur. ok. 1680, zm. 13 lutego 1758 roku) – generał-major w latach 1721–1738, pułkownik w latach 1706–1720, kasztelan słoński w latach 1746–1758, wielkorządca krakowski od 1 stycznia 1715 roku do 31 grudnia 1724 roku, starosta lubczański w 1712 roku, starosta trzcinnicki w 1721 roku, dzierżawca żup krakowskich w latach 1718–1724, dzierżawca olbory olkuskiej w latach 1718–1720.

## Życiorys
Był z pochodzenia Szkotem. W 1717 zorganizował Regiment Gwardii Konnej Koronnej i do 1740 był jego dowódcą. Gwardię, od jego nazwiska, nazywano Mirowską lub Mirowczykami. Na jej potrzeby w latach 1730–1732 na terenie jurydyki Wielopole wybudowano Koszary Gwardii Konnej Koronnej (Koszary Mirowskie).
W 1726 otrzymał indygenat od Sejmu Rzeczypospolitej. W 1746 był kasztelanem słońskim. Z małżeństwa z Barbarą z Geszawów miał trójkę dzieci: Józefa, Jana i Mariannę.
W połowie lat 30. XVIII wieku zakupił Wożuczyn, gdzie rozbudował miejscowy zamek w stylu barokowym. Był również fundatorem kościoła Nawiedzenia Najświętszej Maryi Panny wzniesionego w latach 1742–1750 w tej miejscowości. Po śmierci w 1758 został pochowany w podziemiach świątyni.
Od jego nazwiska pochodzi nazwa Koszar Mirowskich, a także wybudowanych na ich miejscu Hal Mirowskich oraz osiedla Mirów w Warszawie.